# 1663 en science
| Années de la science : 1660 - 1661 - 1662 - 1663 - 1664 - 1665 - 1666    |
| Décennies de la science : 1630 - 1640 - 1650 - 1660 - 1670 - 1680 - 1690 |

Cet article présente les faits marquants de l'année 1663 en science.

## Événements

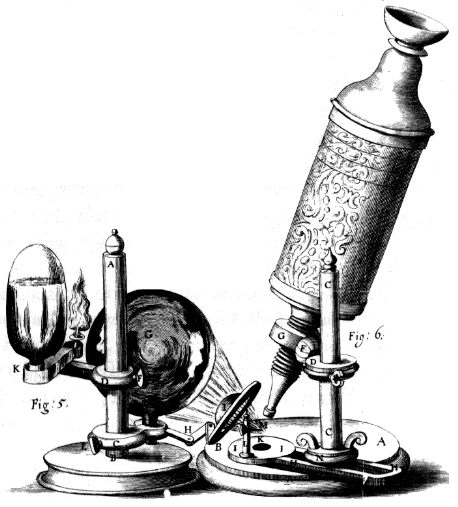
Microscope de Robert Hooke

- 8 avril : le savant anglais Robert Hooke commence la démonstration de son microscope à la Royal Society de Londres. Le 13 avril il fait l'observation des premières cellules en examinant du liège[1].
- 13 mai : la Royal Society reçoit une nouvelle charte royale[2].
- 7 octobre : Robert Hooke présente à la Royal Society une méthode pour l'observation des conditions météorologiques (Method for making a history of the weather)[3].

- Premier télescope utilisable composé de deux miroirs concaves mis au point par James Gregory[4].
- Premier baromètre à cadran construit  par Robert Hooke[5].

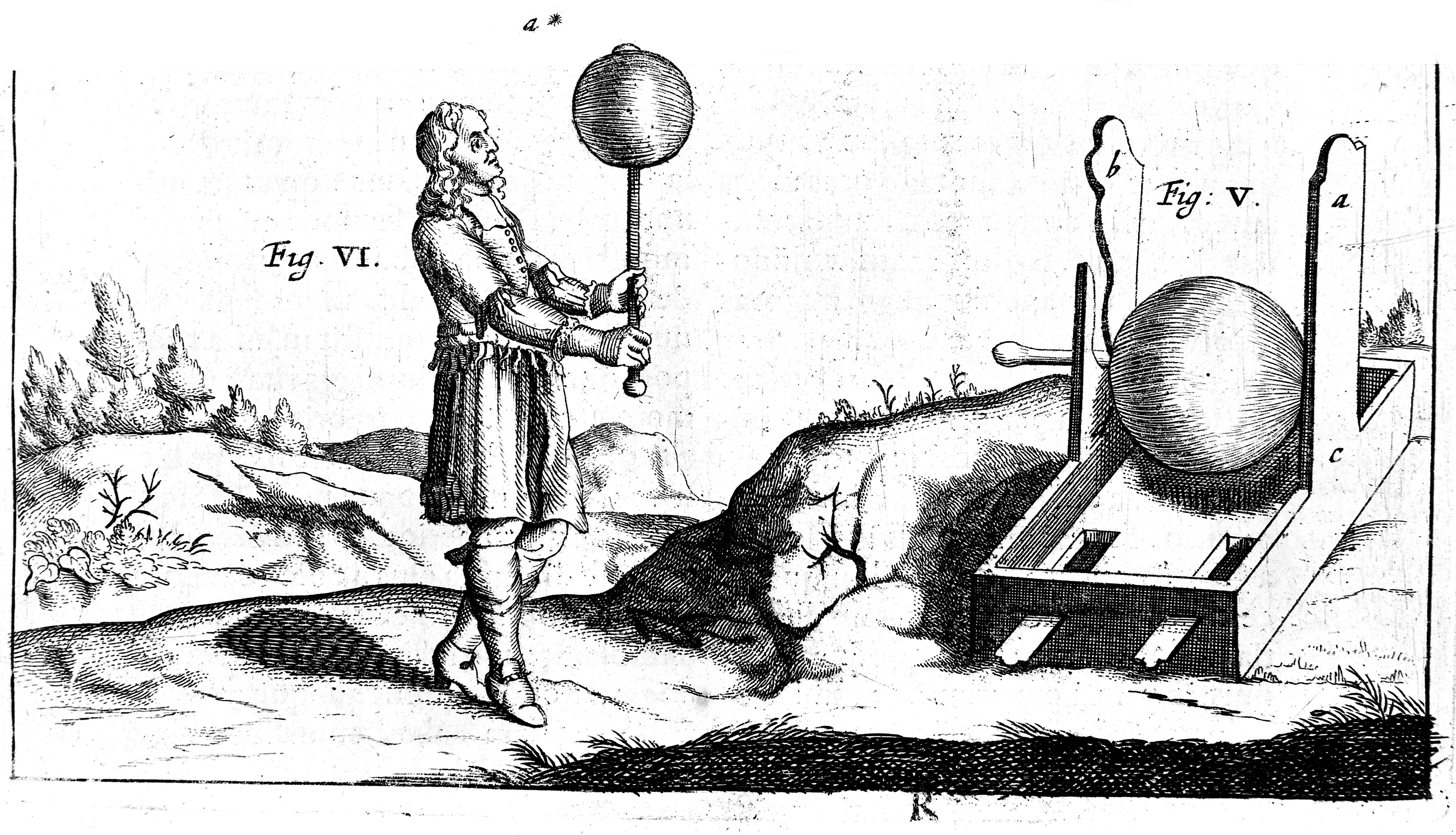
La première machine électrostatique inventée par Otto von Guericke.

- Le physicien allemand Otto von Guericke met au point la première machine électrostatique. Il fait tourner rapidement une sphère de soufre et constate qu'elle s'électrise[6].

## Publications
- 17 novembre : achevé d'imprimer des Traités de l'équilibre des liqueurs et de la pesanteur de la masse de l'air, de Blaise Pascal (principe de Pascal).
- Robert Boyle : Quelques considérations sur l'utilité de la philosophie naturelle expérimentale  (Some considerations touching the Usefulness of Experimental Natural Philosophy, Oxford, 1663)
- Henry Briggs : Trigonometria Britannica, Gouda, 1663, in-folio, posthume.
- Jérôme Cardan: Liber de ludo aleae (Livre du jeu de hasard); posthume, écrit entre 1526 et 1560.
- Philippe van Lansberge : Opera Omnia, 1663, posthume.

## Naissances

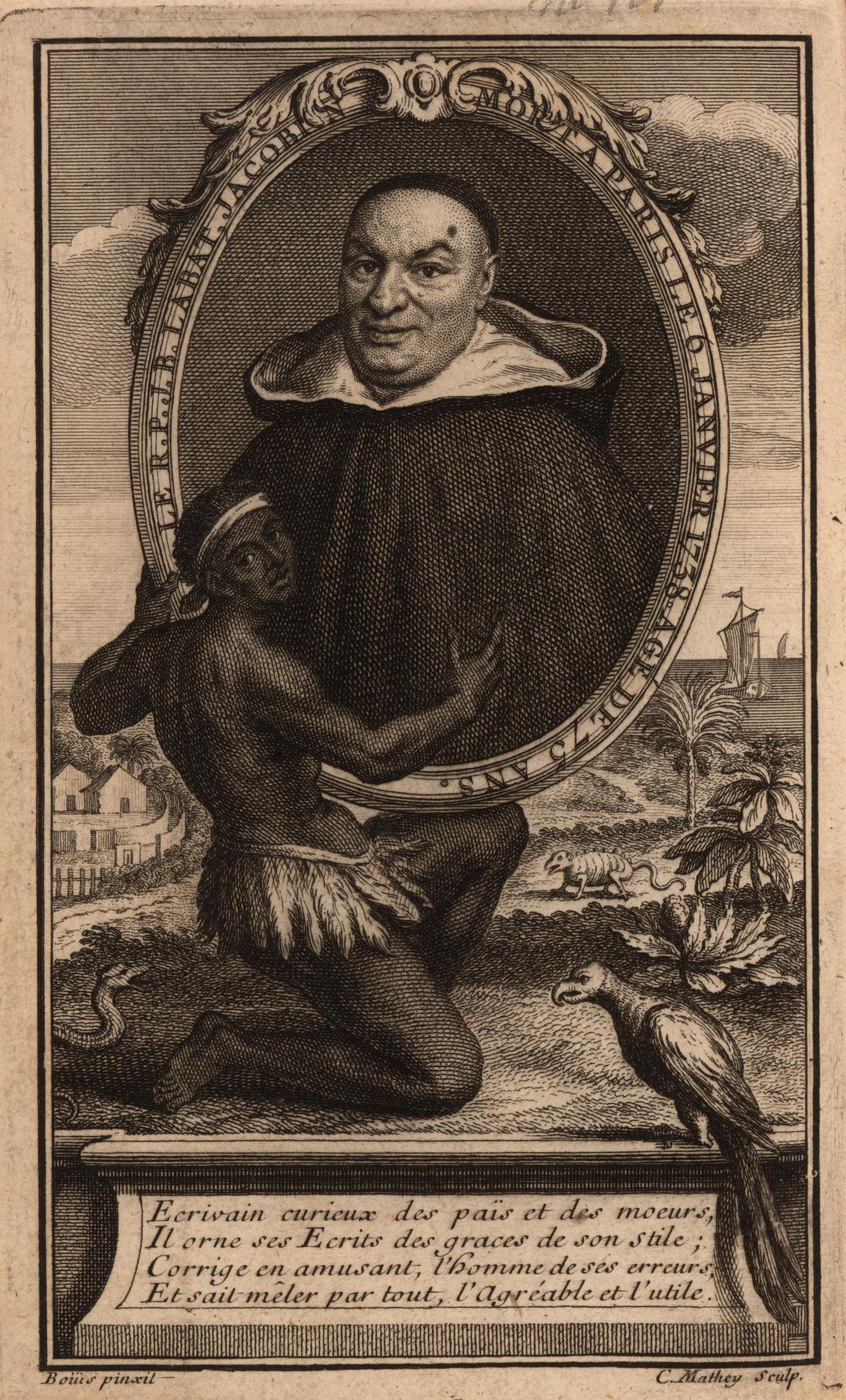
Jean-Baptiste Labat

- 26 juillet : Louis Carré (mort en 1711), mathématicien français.
- 31 août : Guillaume Amontons (mort en 1705), inventeur d’instruments scientifiques et physicien français.
- 5 septembre : Jean-Baptiste Labat (mort en 1738), missionnaire dominicain, botaniste, ethnographe, explorateur, militaire, ingénieur et écrivain français.

- John Craig (mort en 1731), mathématicien écossais.

## Décès
- 28 décembre : Francesco Maria Grimaldi (né en 1618), physicien italien qui est le premier à faire une observation et description détaillée et précise de la diffraction de la lumière.